# Œ
Tegnet Œ er en ligatur af bogstaverne o og e. Det stammer oprindelig fra latin, men kendes i dag især fra fransk hvor det indgår i ord som bœuf, cœur, œuvre, œil og œnologie.